# Калинка Лечева
Калинка Ангелова Лечева е българска акробатка.
Лечева е родена на 11 ноември 1948 г. в Стралджа, област Ямбол. От 1963 до 1978 г. се състезава в ДФС „Сливен“.
Става световна шампионка през 1974 г. в Москва в дисциплината женска двойка, в която играе със Стефка Спасова от 1970 г. Тя е абсолютна шампионка в Турнира за Световната купа във Витнау през 1975 г. Има сребърен и бронзов медал от световното първенство по спортна акробатика в Саарбрюкен през 1976 г., както и 4-то място от същото първенство.
Калинка Лечева получава званието „заслужил майстор на спорта“ през 1974 г.